# Marc Bouchkov
Marc Bouchkov (Montpellier, 1991) is een Belgisch violist en finalist van de Koningin Elisabethwedstrijd 2012 (voor viool).

## Opleiding
Bouchkov volgde tussen 1996 en 2005 vioollessen bij zijn grootvader Matis Vaitsner. Daarna nam hij les bij Claire Bernard aan het conservatorium van Lyon; hij won daar op zijn twaalfde jaar de prijs voor viool met onderscheiding. In de jaren daarop volgde hij lessen bij Boris Garlitsky aan het Conservatoire national supérieur de musique in Parijs. Sinds 2011 studeert hij in Hamburg. Bouchkov bespeelt een Jean-Baptiste Vuillaume-viool uit 1865.
In de Koningin Elisabethwedstrijd 2012 (voor viool) eindigde hij bij de zes laatste niet gerangschikte kandidaten en bekwam de prijs van de Nationale Loterij (€ 4000).

## Familie en de Koningin Elisabethwedstrijd
Bouchkov is de zoon van Evgueni Bouchkov, dirigent in Moskou, en van de Oekraïense Alissa Vaitsner, violiste bij het Brussels Philharmonic. Zijn grootvader van moederszijde, Matis Vaitsner, was ook violist. Zijn grootmoeder van vaderszijde, Zoria Shikmurzaeva, was eveneens violiste.
De vader en grootmoeder van Bouchkov deden ook al eerder mee aan de Koningin Elisabethwedstrijd:
- 1963: Zoria Shikmurzaeva, vierde in de Koningin Elisabethwedstrijd (viool)
- 1989: Evgueni Bouchkov, derde in de Koningin Elisabethwedstrijd (viool)
- 2012: Marc Bouchkov, finalist van de Koningin Elisabethwedstrijd (viool)

## Prijzen
- 2009: Eerste prijs Internationale Vioolwedstrijd Henri Koch in Luik
- 2010: Eerste prijs Young Concert Artists Leipzig
- 2011: Finalist in het Concours Vibrarte Paris
- 2012: Finalist van de Koningin Elisabethwedstrijd 2012 (voor viool)
- 2013: Eerste prijs op de Montreal International Musical Competition (violin)